# 首都高速埼玉大宮線
首都高速埼玉大宮線（しゅとこうそくさいたまおおみやせん、Omiya Route）は、埼玉県の、戸田市からさいたま市中央区の与野出入口へ至る、首都高速道路の路線である。正式路線名は埼玉県道124号高速さいたま戸田線である。

## 概要
全線が国道17号新大宮バイパスに並行しており、開通によって高速とバイパスに分散することが可能となった。路線名は大宮線であるが、道路は旧与野市までで旧大宮市は通過していない。
起点の美女木ジャンクションで接続している同ジャンクション以南の5号池袋線と連続した道路形態になっており、池袋線の延長路線という見方もされている。なお、2012年（平成24年）からの距離別料金制が導入される前は、埼玉新都心線とともに首都高速道路の埼玉線料金圏に属していた。
与野ジャンクションから北方へは延伸が出来る構造となっており、新大宮バイパスも高架部の用地が確保されている。埼玉県の都市計画では、 高速埼玉中央道路の名称で上尾道路の首都圏中央連絡自動車道桶川北本ICへと伸びる予定になっている。2017年（平成29年）に上尾道路の上尾南までの間が、地域高規格道路の計画名称である新大宮上尾道路として事業化され、首都高速道路株式会社が担うことになった。

## 路線番号
S5（SはSaitama Routeの頭文字。）
首都高速で路線番号にSがつく路線は、この(S5)埼玉大宮線の他に(S1)川口線と(S2)埼玉新都心線があり、S3・S4が抜けているが、これは、本路線が5号池袋線の延長線上にあることが分かりやすいようにS5としたものであり、S3・S4にあたる路線が計画されているわけではない。

## 出入口など
- 全区間埼玉県内に所在。
- IC番号欄の背景色が■である部分については道路が供用済みの区間を示している。また、施設名欄の背景色が■である部分は施設が供用されていない、または完成していないことを示す。未開通区間の名称は仮称。

| 出入口 番号              | 施設名          | 接続路線名                              | 起点 から (km) | 備考                                 | 所在地     | 所在地 |
| ------------------------ | --------------- | --------------------------------------- | -------------- | ------------------------------------ | ---------- | ------ |
| 池袋線 池袋・銀座方面    |                 |                                         |                |                                      |            |        |
| -                        | 美女木JCT       | C3 東京外環自動車道                     | 0.0            |                                      | 戸田市     | 戸田市 |
| S551                     | 浦和南出入口/TB | 新大宮バイパス                          | 1.5            | 東池袋・銀座方面出入口 入口はETC専用 | さいたま市 | 南区   |
| -                        | 浦和中央出入口  | 新大宮バイパス                          | -              |                                      | さいたま市 | 桜区   |
| S554                     | 浦和北出入口    | 新大宮バイパス                          | 5.7            | 新都心・与野方面出入口               | さいたま市 | 桜区   |
| S555                     | 与野出入口      | 新大宮バイパス                          | 7.8            | 東池袋・銀座方面出入口               | さいたま市 | 中央区 |
| -                        | 与野JCT         | 埼玉新都心線 核都市広域幹線道路（計画） |                |                                      | さいたま市 | 中央区 |
| 新大宮上尾道路へ接続予定 |                 |                                         |                |                                      |            |        |

## 歴史
- 1998年（平成10年）5月18日 : 美女木JCT - 与野出入口開通。（午前10時より開通式典、午後3時より一般供用開始）
- 2000年（平成12年）4月17日 : 埼玉新都心線の与野出入口 - 新都心西出入口が開通し接続。最高速度を60 km/hから80 km/hへ変更。

## 交通量
24時間交通量（台）　道路交通センサス
| 区間                        | 平成17（2005）年度 | 平成22（2010）年度 | 平成27（2015）年度 |
| --------------------------- | ------------------ | ------------------ | ------------------ |
| 美女木JCT - 浦和南出入口    | 39,864             | 45,953             | 50,550             |
| 浦和南出入口 - 浦和北出入口 | 39,864             | 37,827             | 39,568             |
| 浦和北出入口 - 与野出入口   | 39,864             | 38,541             | 40,381             |
| 与野出入口 - 与野JCT        | 39,864             | 17,921             | 18,929             |

（出典：「平成22年度道路交通センサス」・「平成27年度全国道路・街路交通情勢調査」（国土交通省ホームページ）より一部データを抜粋して作成）
- 令和2年度に実施予定だった交通量調査は、新型コロナウイルスの影響で延期された[4]。